# Битка за Нанкинг
Битка за Нанкинг вођена је почетком децембра 1937. током Другог кинеско-јапанског рата између Кинеске националне револуционарне армије и царске јапанске армије за контролу над Нанкингом, главним градом Републике Кине.
Након избијања рата између Јапана и Кине у јулу 1937. године, јапанске и кинеске снаге су се укључиле у жестоку тромесечну битку за Шангај, где су обе стране претрпеле велике губитке. Јапанци су на крају добили битку, присиљавајући кинеску војску на повлачење. Користећи своју победу, Јапанци су званично одобрили кампању за заузимање Нанкинга. Задатак да окупира Нанкинг добио је генерал Иване Мацуи, командант јапанске армије Централне Кине, који је веровао да ће заузимање Нанкинга натерати Кину да се преда и тиме окончати рат. Кинески лидер Чанг Кај Шек је на крају одлучио да брани град и именовао Танг Шенгчија да командује Гарнизонским снагама Нанкинга, на брзину окупљеном војском локалних регрута и остатака кинеских јединица које су се бориле у Шангају.
У петонедељној кампањи између 11. новембра и 9. децембра, јапанска војска је марширала од Шангаја до Нанкинга брзим темпом, прогонећи кинеску војску која се повлачила и савладавајући сав кинески отпор на путу. Кампању је обележила огромна бруталност и разарања, са све већим нивоима злочина које су јапанске снаге починиле над локалним становништвом, док су кинеске снаге примениле тактику спаљене земље како би успориле напредовање Јапана.
Ипак, до 9. децембра Јапанци су стигли до последње линије одбране, линије Фукуо, иза које су лежале утврђене зидине Нанкинга. Мацуи је 10. децембра наредио свеобухватан напад на Нанкинг, а после два дана интензивних борби Чанг је одлучио да напусти град. Пре него што је побегао, Танг је наредио својим људима да покрену заједнички пробој јапанске опсаде, али у то време Накинг је већ био опкољен и његова одбрана је била на преломној тачки. Већина Тангових трупа се срушила у неорганизованом нападу. Док су неке јединице успеле да побегну, многе друге су биле ухваћене у смртоносну замку у коју је град постао. До 13. децембра Накинг је пао у руке Јапанаца.
Након заузимања града, јапанске снаге су масакрирале кинеске ратне заробљенике, убијале цивиле и починиле дела пљачке, мучења и силовања у масакру у Нанкингу. Иако је победа Јапана узбудила и охрабрила јапанску јавност, масакр је укаљао репутацију Јапана у очима света. Супротно Мацуијевим очекивањима, Кина се није предала и Други кинеско-јапански рат се наставио још осам година.

## Позадина

### Одлука Јапана да заузме Накинг
Сукоб који ће постати познат као Други кинеско-јапански рат почео је 7. јула 1937. окршајем на мосту Марка Пола који је брзо ескалирао у рат пуног размера у северној Кини између армија Кине и Јапана. Кина је, међутим, желела да избегне одлучујућу конфронтацију на северу и тако је уместо тога отворила други фронт нападом на јапанске јединице у Шангају у централној Кини. Јапанци су одговорили тако што су послали Шангајску експедициону војску (СЕА), којом је командовао генерал Иване Мацуи, да истера кинеску војску из Шангаја. Интензивне борбе у Шангају приморале су Генералштаб јапанске војске, који је био задужен за војне операције, да више пута појачава СЕА, и коначно 9. новембра потпуно нова армија, 10. армија којом је командовао генерал-потпуковник Хеисуке Јанагава, такође је искрцана у заливу Хангџоу јужно од Шангаја.
Иако је долазак 10. армије успео да примора кинеску армију да се повуче из Шангаја, Генералштаб јапанске војске одлучио је да усвоји политику неширења непријатељстава са циљем окончања рата. Дана 7. новембра, њен де факто вођа, заменик начелника штаба Хајао Тада, поставио је „линију ограничења операција“ спречавајући њене снаге да напусте околину Шангаја, или тачније да иду западно од кинеских градова Суџоу и Ђијаксинг. Град Нанкинг је отприлике 300 километара западно од Шангаја.
Међутим, дошло је до великог раскола у мишљењу између јапанске владе и њене две теренске војске, СЕА и 10. армије, које су од новембра обе номинално биле под контролом Армије Централне Кине, коју је предводио командант СЕА Мацуи. Мацуи је јасно ставио до знања својим претпостављенима чак и пре него што је отишао за Шангај да жели да маршира на Нанкинг. Био је убеђен да би освајање кинеске престонице Нанкинга изазвало пад целе националистичке владе Кине и на тај начин обезбедило Јапану брзу и потпуну победу у рату против Кине. Јанагава је такође био нестрпљив да освоји Нанкинг и обојица су се мучила под линијом ограничења операција коју им је наметнуо Генералштаб војске.
Дана 19. новембра Ианагава је наредио својој 10. армији да прогони кинеске снаге које се повлаче преко линије ограничења операција до Нанкинга, што је био флагрантан чин непослушности. Када је Тада то открио следећег дана, наредио је Јанагави да одмах престане, али је игнорисан. Мацуи се потрудио да обузда Јанагаву, али му је такође рекао да може послати неке напредне јединице изван линије. У ствари, Мацуи је био веома саосећајан са Јанагавиним акцијама и неколико дана касније, 22. новембра, Мацуи је издао хитан телеграм Генералштабу армије инсистирајући да „Да бисмо решили ову кризу на брз начин, морамо да искористимо предности непријатеља. садашње опадање богатства и освајање Нанкинга... Остајући иза линије ограничења операција у овом тренутку, не само да пропуштамо шансу за напредовање, већ има и ефекат подстицања непријатеља да обнови своју борбену снагу и поврати своју борбеног духа и постоји ризик да ће постати теже потпуно сломити њихову вољу за ратовањем.“
У међувремену, како је све више јапанских јединица наставило да измиче преко линије ограничења операција, Тада је такође био под притиском из Генералштаба армије. Многе Тадаове колеге и подређени, укључујући моћног начелника Оперативног одељења Генералштаба Садамуа Шимомуру, дошли су до Мацуијевог гледишта и желели су да Тада одобри напад на Накиинг. Дана 24. новембра Тада је коначно попустио и укинуо линију ограничења операција „због околности ван наше контроле“, а затим је неколико дана касније невољно одобрио операцију заузимања Нанкинга. Тада је 1. децембра лично одлетео у Шангај да испоручи наређење, иако је до тада његове армије на терену већ биле на добром путу за Накиинг.

### Одлука Кине да брани Накинг
Дана 15. новембра, пред крај битке за Шангај, Чанг Кај Шек је сазвао састанак Врховног савета националне одбране Комисије за војне послове да би се предузело стратешко планирање, укључујући и одлуку о томе шта да се ради у случају јапанског напада на Нанкинг. Овде је Чанг жарко инсистирао на успостављању трајне одбране Нанкинга. Чанг је тврдио, баш као што је то чинио током битке за Шангај, да ће Кина вероватније добити помоћ од великих сила, вероватно на текућој Конференцији споразума девет сила, ако на бојном пољу може да докаже своју вољу и способност да се одупре Јапанцима. Такође је приметио да би задржавање Нанкинга ојачало Кину у мировним преговорима за које је желео да посредује немачки амбасадор Оскар Траутман.
Чанг је наишао на оштро противљење својих официра, укључујући моћног начелника штаба Комисије за војна питања Хе Јингћина, заменика начелника штаба Бај Чонгсија, шефа Пете ратне зоне Ли Цонгчена и његовог немачког саветника Александра фон Фалкенхаузена. Они су тврдили да је кинеској војсци потребно више времена да се опорави од губитака код Шангаја, и истакли да је Накинг топографски веома неодбрањив. Терен са претежно благим нагибом испред Нанкинга би олакшао нападачима напредовање према граду, док би река Јангце иза Нанкинга одсјекла повлачење браниоцима.
Чанг је, међутим, постао све више узнемирен током битке код Шангаја, чак и љутито изјављујући да ће остати сам у Нанкингу и лично командовати његовом одбраном. Али баш када је Чанг веровао да је потпуно изолован, генерал Танг Шенгчи, амбициозни виши члан Комисије за војна питања, проговорио је у одбрану Чангове позиције, иако се извештаји разликују о томе да ли је Танг гласно прискочио у помоћ Чангу или је то учинио само невољно. Искористивши прилику коју му је Танг пружио, Чанг је одговорио тако што је 20. новембра организовао Гарнизонске снаге Нанкинга и званично поставио Танга за свог команданта 25. новембра. Наређења која је Танг добио од Чанга 30. новембра била су да „по сваку цену брани успостављене одбрамбене линије и уништи непријатељске опсадне снаге“.
Иако су обојица јавно изјавили да ће бранити Накиинг „до последњег човека“, били су свесни своје несигурне ситуације. Истог дана када су успостављене гарнизонске снаге, Чанг је званично преселио главни град Кине из Нанкинга у Чонгкинг дубоко у унутрашњости Кине. Даље, и Чанг и Танг су понекад давали контрадикторна упутства својим потчињенима о томе да ли је њихова мисија да бране Нанђинг до смрти или само да одложе јапанско напредовање.

## Припреме за битку

### Кинеске снаге
Одбрамбена војска, Гарнизонске снаге Нанкинга, на папиру је била огромна војска од тринаест дивизија, укључујући три елитне немачке обучене дивизије плус суперелитну Бригаду за обуку. Реалност је била да су скоро све ове јединице, осим 2. групе армија, биле озбиљно уништене у борбама у Шангају.  Када су стигли у Нанкинг били су физички исцрпљени, мало опреме и јако исцрпљени у укупној снази трупа. Да би се неке од ових јединица попуниле, 16.000 младића и тинејџера из Нанкинга и околних села брзо је стављено у службу као нови регрути.
Немачке обучене јединице, 36., 87. и 88. дивизија, имале су тешке губитке у Шангају и као резултат тога виделе су пад квалитета њихове елите; од децембра, свака дивизија се састојала од између 6.000 и 7.000 војника, од којих су половина били неискусни регрути. Поред ових јединица, браниоце Нанкинга и спољних одбрамбених линија чиниле су четири дивизије Гуангдонг у 66. и 83. корпусу, пет дивизија и две бригаде из Сечуана у 23. групи армија и две дивизије из састава Централне армије НРА 74. корпуса. Додатних 16.000 свежих војника је доведено из Ханкоуа у редове 2. армије, од којих су 80% били нови регрути. Међутим, због неочекиване брзине јапанског напредовања, већина ових нових регрута је добила само рудиментарну обуку о томе како да пуцају из својих пушака на путу до или по доласку на фронт.
Не постоји коначна статистика о томе колико је војника Нањинг гарнизонске снаге успеле да скупе до тренутка битке. Икухико Хата процењује 100.000, а Токусхи Касахара који тврди да је око 150.000.  Најпоузданије процене су оне Дејвида Аскјуа, који процењује помоћу анализе јединица по јединицу снагу од 73.790 до 81.500 кинеских бранилаца у самом граду Нанкингу.

### Јапанска масовна бомбардоваља
Чак и пре завршетка битке код Шангаја, јапанска морнаричка ваздухопловна служба је покретала честе ваздушне нападе на град, који су на крају износили укупно 50 напада према сопственој евиденцији морнарице. Ваздухопловна служба царске јапанске морнарице је 15. августа први пут ударила у Нанкинг са средње тешким бомбардерима Мицубиши Г3М, али је претрпела велике губитке због ваздушне одбране од стране кинеског ваздухопловства Боинг П-26/281 Пеасхутер и Хоук II/Хоук III ловци базирани првенствено у ваздухопловној бази Јучонг за одбрану Нанкинга. Тек након што су Јапанци представили напредни ловац Мицубиши А5М, Јапанци су почели да преокрећу ток у борби ваздух-ваздух и наставили са бомбардовањем војних и цивилних циљева даноноћно све више некажњено док кинеско ваздухопловство губици настали континуираним трошењем; Кинези нису имали индустрију авиона нити свеобухватан режим обуке који би заменио људе и машине да би се борио против јапанске ратне машинерије која је стално растућа и све боља.
Међутим, искусни борбени пилоти ветерани кинеског ратног ваздухопловства и даље су се показали као најопаснији противник јапанске ваздушне силе; борбени асови пуковник Гао Џиханг, мајор Џон Вонг Пан-јанг и капетан Љу Цуиганг, који су били надјачани А5М који су ушли у Нанкинг 12. октобра, славно су оборили четири ловца А5М тог дана, укључујући двоструко убиство пуковника Гаоа који је укључио вођу Шотаја В.О. Торакума. Трагично, и пуковник Гао и капетан Лиу су погинули због инцидената у ванваздушној борби до следећег месеца док су се припремали да приме побољшани дизајн борбених авиона Поликарпов I-16.

### Евакуација Нанкинга
Суочени са јапанским терористичким бомбардовањем и сталним напредовањем царске јапанске војске, велика већина грађана Нанкинга побегла је из града, који је до почетка децембра Нанкинг пао са некадашњег укупног броја од више од милион на мање од 500.000, број који укључује кинеске избеглице из руралних села спаљених политиком спаљене земље њихове власти. Већина оних који су још увек били у граду били су веома сиромашни и нису имали где да оду. Страни становници Нанкинга такође су више пута тражени да напусте град који је постајао све хаотичнији под притиском бомбардовања, пожара, пљачке од стране криминалаца и нестанка струје, али оних неколико странаца довољно храбрих да остану настојао да пронађе начин да помогне кинеским цивилима који нису могли да оду. Крајем новембра група њих предвођена немачким држављанином Јоном Рабеом успоставила је зону безбедности Нанкинг у центру града, самопроглашену демилитаризовану зону у којој су се цивилне избеглице могле окупљати како би, надало се, побегле од борби. Безбедносну зону признала је кинеска влада, и 8. децембра Танг Шенгчи је захтевао да се сви цивили евакуишу тамо.
Међу оним Кинезима који су успели да побегну из Нанкинга били су Чанг Кај Шек и његова супруга Сунг Меи-линг, који су приватним авионом одлетели из Нанкинга непосредно пре зоре 7. децембра. Градоначелник Нанкинга и већина општинске власти отишли су истог дана, поверивши управљање градом Гарнизонским снагама Нанкинга.

## Прва фаза: Јапанско напредовање на Нанкинг (11. новембар - 8. децембар)

### Борбено повлачење кинеске војске, пробијање линије Вуфу
Од 11. новембра, сви елементи кинеске војске у Доњем Јангце театру су се повлачили након битке код Шангаја. За разлику од претходних случајева током Шангајске кампање где су кинеска повлачења вођена дисциплиновано, кинеско повлачење из Шангаја било је лоше координисано и неорганизовано, делом због саме величине операције и недостатка претходног планирања. Наређења о повлачењу су преношена одозго надоле на насумичан начин, а кинеска војска је често заглавила под сопственом тежином или се загушила на уским грлима попут мостова. Ствари су погоршале то што су јапански авиони непрестано узнемиравали кинеске колоне, додајући све веће жртве и хаос. Упркос губицима, већина кинеске војске успела је да избегне уништење од стране Јапанаца, који су покушавали да их опколе у последњих неколико дана борбе у Шангају.
Дана 12. новембра, јапанске снаге распоређене у Шангају добиле су наређење да прогоне кинеске снаге које су се повлачиле. Са већином кинеских трупа које су се топиле у повлачењу, Јапанци су брзо заузели многе градове и места, укључујући Ђијадинг, Тајчанг и Ђијашан. Јапанске трупе из тек распоређене Десете армије, коју су чиниле 6., 18., 114. дивизија и одред Кунисаки, биле су жељне борбе. Међутим, многе друге јапанске јединице биле су исцрпљене борбама у Шангају и спорије су извршавале своја наређења.
Упркос кинеском повлачењу, Јапанци су наишли на снажан отпор на одбрамбеној линији Вуфу између Фушана и језера Таи, која је у кинеској пропаганди добила надимак „нова Хинденбургова линија“. Код Чангшуа, јапанске снаге су морале да се боре полако кроз испреплетени систем бетонских сандука за одстрел у којима су били кинески војници који су се борили до смрти, док их је кинеска артиљерија бомбардовала прецизном ватром.  Јапанска 9. дивизија била је суочена са сличним изазовом у Суџоуу: супротно пропагандним извештајима о паду града без борбе, јапански војници су морали да се боре кроз низ кутија за одстрел испред града пре него што су мукотрпно елиминисали џепове отпора у уличним борбама. Ове операције су завршене до 19. новембра, са око 1.000 кинеских војника убијених у Суџоу и још 100 артиљеријских оруђа заробљено, према јапанским записима.
Крајем новембра, јапанска војска је брзо напредовала око језера Таи на путу за Нањинг. Кинези су, да би се супротставили овом напредовању, распоредили око пет дивизија Сечуанске 23. групе армија на јужни крај језера у близини Гуангдеа и још две дивизије (103. и 112.) у речну тврђаву Јиангиин близу северног краја језера , који је био место поморске битке у августу.

### Битке код језера Таи и Гуангде
Јапанска 18. дивизија је 25. новембра напала град Сијан код Гуангдеа. Кинески браниоци, недовољно опремљени и неискусни војници из 145. дивизије, били су савладани јапанском авијацијом и тенковима и журно су се повукли. Контранапад на Сијан од стране 146. дивизије одбле се јапанскке оклопне снаге.
На југозападној ивици језера Таи, сечуанска 144. дивизија из састава 23. групе армија укопала се на положај где је локални терен формирао уски левак на локалном путу. Када су се суочили са напредовањем јапанске 114. дивизије, Кинези су упали у заседу Јапанцима скривеним брдским пушкама, наневши Јапанцима велике жртве. Међутим, плашећи се губитка своје артиљерије од узвратних непријатељских напада, кинески официри су повукли своју артиљерију у жару борбе. Као резултат тога, кинеска пешадија је полако потискивана назад и коначно је пробила у повлачење према Гуангдеу када су јапанске трупе опколиле своје положаје на обали језера преко украдених цивилних чамаца.
Последњих дана новембра пет сечуанских дивизија су се жестоко бориле у близини Гуангдеа, али је њихову одбрану ометало подељено руководство и недостатак радио комуникација. Јапанци су артиљеријом савладали кинеске браниоце и коначно су 30. новембра присилили 23. групу армија назад. Командант сечуанске дивизије Рао Гуохуа, не могавши да поднесе пораз, извршио је самоубиство дан након повлачења.

### Битка код Ђангјина
Дана 29. новембра, јапанска 13. дивизија је након дводневног артиљеријског бомбардовања напала зидинама ограђени град Ђангјин у близини реке Јангце. Суочили су се са око 10.000 војника из кинеске 112. и 103. дивизије, које су биле састављене од мешавине манџурских ветерана изгнаника и сечуанских регрута. Иако су наишли на заседе и тежак терен у виду 33 брда око града, Јапанци су успели да напредују под окриљем копнене и поморске артиљерије са својих бродова на Јангцеу.  Кинеске обалске батерије постављене на зидове Ђангјина узвратиле су јапанским бродовима, наневши штету на неколико јапанских бродова. Да би изједначили изгледе, кинески нападачи су организовали самоубилачку мисију како би се ноћу инфилтрирали у јапанске линије и уништили непријатељске тенкове експлозивом.  Брда око Ђангјина су била место жестоких борби, а планина Динг је неколико пута мењала руке, што је резултирало да је командант кинеске чете Сја Минан погинуо у акцији.
Јапанци су на крају успели да савладају кинеску одбрану комбинацијом артиљерије, авиона и тенкова. Кинези су започели повлачење 1. децембра, али је лоша комуникација резултирала пребрзо одласком 112. дивизије, што је резултирало хаотичним повлачењем 103. дивизије. Обе дивизије су претрпеле велике губитке у борбама и само део њихове првобитне снаге (процењује се да је између 1.000 и 2.000 људи за 103. дивизију) успео је да се врати у Нанкинг.

### Јапански злочини на путу за Нанкинг
Јапанско напредовање на Нанкинг обележило је траг паљења, силовања и убистава. 170 миља између Шангаја и Нанђинга постало је „зона смрти и разарања“. Јапански авиони су често гађали ненаоружане фармере и избеглице „из забаве“. Цивили су били изложени екстремном насиљу и бруталности у наговештају масакра у Нанкингу. На пример, заселак Нанкиантоу је запаљен, а многи његови становници закључани су у запаљеним кућама. Две жене, од којих је једна трудна, више пута су силоване. Потом су војници „трудници отворили стомак и ископали плод“. Уплакани двогодишњи дечак извађен је из мајчиног наручја и бачен у ватру, док су мајка и остали сељани бајонетивани и бачени у поток. Многи кинески цивили су извршили самоубиство, попут две девојке које су се намерно удавиле у близини Пингхуа.
Многи градови и места су били подвргнути уништавању и пљачки од стране Јапанаца који су напредовали, укључујући, али не ограничавајући се на Суџоу, Таицанг и Ђијадинг. Када су масакрирали села, јапанске снаге су обично одмах погубиле мушкарце, док су жене и деца прво силовали и мучили пре него што су убијени. Једно од запажених зверстава било је такмичење у убијању између два јапанска официра, где су обојица одржала такмичење ко ће први да одруби главе 100 кинеских заробљеника. Зверство је изведено два пута, док је у другом кругу циљ подигнут на 150 заробљеника, о чему су извештавале јапанске новине.

### Пробијање спољних линија одбране Нанкинга: битке код Чунхуе, Два врха и Пећине старог тигра
Током остатка свог напредовања, Јапанци су савладали отпор већ поражених кинеских снага које су Јапанци прогонили из Шангаја у „борби која је у току“. Овде су Јапанци били потпомогнути својом потпуном ваздушном надмоћи, обиљем тенкова, импровизованом и на брзину конструисаном природом кинеске одбране, као и кинеском стратегијом концентрирања одбрамбених снага на малим деловима релативно високог тла, што их је чинило лаким за обилазак са бока. и окружују. Тилман Дурдин је известио у једном случају када су јапанске трупе опколиле око 300 кинеских војника из 83. корпуса на врху у облику купа: „Јапанци су поставили ватрени прстен око врха. Ватра, која се хранила дрвећем и травом, постепено се шуљала све ближе и ближе врху, терајући Кинезе навише све док, збијени заједно, нису били немилосрдно стрељани из митраљеза.“
Дана 5. децембра, Чанг Кај Шек је посетио одбрамбени логор у близини Џуронга како би подигао морал својих људи, али је био приморан да оде када је јапанска царска војска започела напад на бојном пољу. Тог дана су контингенти СЕА који су се брзо кретали заузели Јуронг, а затим стигли близу Чунхуа(зхен), града 15 миља југоисточно од Нањинга и кључне тачке спољне линије одбране главног града која би ставила јапанску артиљерију у домет града. Чунхуа је бранила кинеска 51. дивизија 74. корпуса, ветерани борби из Шангаја. Упркос потешкоћама у коришћењу утврђења око града због недостатка кључева, 51. дивизија је успела да успостави тролинијску одбрану са сандуцима, скривеним митраљеским гнездима, два реда бодљикаве жице и противоклопним јарком.
Битка је почела 4. децембра, када је 500 војника из јапанске 9. дивизије напало кинеске предње положаје у Шухуу, малом граду неколико миља удаљеном од Чунхуа. Кинеска чета у Шухуу издржала је два дана и у једном тренутку је распоредила тенковски вод против јапанске пешадије, изгубивши 3 оклопна возила у замену за 40 јапанских жртава. До 6. децембра, браниоци су напустили своје положаје, а око 30 преживелих се борило да се извуче из Шухуа.
Јапанци су се гурали до Чунхуе, али су се суочили са тешким отпором 51. дивизије, која је нанела велике губитке Јапанцима у унапред планираним зонама убијања из митраљеза и артиљерије. Ипак, јапански артиљеријски удари омогућили су њиховој пешадији да заузме прву одбрамбену линију, док је добровремени напад 6 јапанских бомбардера омогућио дубљи продор. Јапански леви бок успео је да продре иза Чунхуе 7. децембра, али је до коначног продора дошло 8. децембра када је цео пук 9. дивизије који је заостајао ушао у борбу. Кинески браниоци, који су данима трпели непрекидно гранатирање и претрпели више од 1.500 жртава, коначно су сломљени под новим јапанским нападом и повукли се.
СЕА је истог дана заузела и тврђаву у Женђиангу и бањски град Таншуижен. У међувремену, на јужној страни исте одбрамбене линије, оклопна возила јапанске 10. армије напала су кинеске положаје у Ђијангјуншану и Ниусхоусхан које је бранила кинеска 58. дивизија 74. корпуса. Кинески браниоци су се укопали на узвисини и поседовали планинске топове довољно моћне да униште јапански оклоп. Више јапанских тенкова је уништено, а у неким случајевима, храбри кинески војници наоружани чекићима скакали су на возила и више пута ударали о њихове кровове вичући „Губи се одатле!“ Постепено, координисаном употребом оклопа, артиљерије и пешадије, Јапанци су успели да полако истисну кинеске браниоце. 9. децембра, након што је пао мрак на бојно поље, 58. дивизија је коначно савладана и повукла се, претрпевши, према сопственој евиденцији, 800 жртава.
У међувремену, јапанска 16. дивизија је почела да истражује кинеске положаје око Пурпле планине, у којој је била елитна кинеска бригада за обуку. Јапанци су прво напали Пећину Старог тигра на брду источно од Пурпурне планине, коју је бранио 5. пук бригаде за обуку. Након гранатирања врха 8. децембра, јапанска пешадија је напала обронке брда, али је посечена прецизном и концентрисаном ватром. Јапанци су 9. децембра поново напали користећи димне завесе и ваздушно бомбардовање, али је напад поново заустављен када је суседна кинеска јединица извршила контранапад на јапански десни бок. Међутим, 5. пук је такође претрпео тешке губитке у борбама, изгубивши више од половине својих људи укључујући и свог команданта. Поред тога, брдо је било веома изложено и тешко за снабдевање, тако да је бригада за обуку на крају напустила Старчеву пећину и повукла се на боље положаје на самој Пурпурној планини.
До 9. децембра, јапанске снаге су стигле до последње линије одбране Нанђинга, застрашујуће линије Фукуо. Позорница је била припремљена за завршну фазу кампање: битку за сам Нанкинг.

## Друга фаза: Битка за град Нанкинг (9. децембар - 13. децембар)
У 13:00 10. децембра, генерал Мацуи је наредио свим јединицама да покрену свеобухватни напад на Нанкинг. 16. дивизија је одмах напала кинеску суперелитну бригаду за обуку на врхове Пурпурне планине, који доминирају североисточним хоризонтом Нанкинга. Пењући се уз гребене планине, људи из СЕА морали су да мукотрпно преузму контролу над сваким кинеским логором један по један у крвавим пешадијским нападима. Напредовање дуж јужне стране Пурпурне планине није било лакше јер је генерал Мацуи забранио својим људима да тамо користе артиљерију због свог дубоког уверења да два позната историјска места, маузолеј Сун Јат-сена и маузолеј Минг Сјаолинга, не би требало да буду оштећена.
Такође на источној страни Нанкинга, али јужније, друге јединице СЕА суочиле су се са тешким задатком да преброде велики јарак који је стајао између њих и три градске капије, капије Џонгшан, капије Гуангуа и капије Тонгји, иако је брзина ранијег напредовања Јапана била играо у њихову корист јер кључне кинеске јединице које би требало да буду распоређене овде још нису биле на позицији.
Те вечери, јапански инжењери и артиљерци који су се приближавали капији Гуангхуа успели су да издувају рупу у зиду. Јапанска компанија је покренула храбар напад кроз јаз и поставила јапанску заставу на део капије, али је одмах била прикована низом одлучних кинеских контранапада. Кинези су довели појачања из 83. корпуса и елитне 87. дивизије, укључујући артиљерију, тенкове и оклопна возила, и бацали су гранате, па чак и горућу, бензином натопљену грађу на јапански батаљон, који је само правовременим рафалима спашен од уништења. концентрисане артиљеријске ватре остатка свог дивизиона. Компанија је успела да одржи своју позицију упркос губитку осамдесет од својих осамдесет осам људи и свог команданта, мајора Ита. Кинези су са своје стране изгубили неколико официра и преко 30 људи у контранападима.
У исто време, јапанска 6. дивизија јуришала је на Јухуатаи, кршевиту висораван која се налазила директно испред Џонгуа капије на јужној страни Наннкинга. Напредовање 6. дивизије било је споро, а губитке велике, пошто је Јухуатаи изграђен као тврђава од међусобно повезаних сандука и ровова, утврђених бодљикавом жицом, противтенковским рововима и бетонским сандуцима. Ситуацију је погоршало присуство 88. дивизије обучене у Немачкој, које су биле спремне за контранапад, приморавајући неке јапанске јединице да проводе више времена у одбрани него у нападу. Готово сваки човек кога је 88. дивизија распоредила на Јухуатаи је убијен у акцији, укључујући три од четири команданта пукова и оба команданта бригада, али у том процесу Јапанци су претрпели тешке губитке, око 2.240 губитака укључујући 566 мртвих према сопственој евиденцији. Јухуатаи је коначно прегажен у подне 12. децембра.
Иза Јухуатаија, 88. дивизија је поставила своје једва обучене нове регруте на врх Џонгуа капије у Нанкингу. Јапанци су већ претходне ноћи покушали да се инфилтрирају у „ескадрилу самоубица“ која је носила експлозивну пикринску киселину до ове капије да би у њој издувала рупу, али се она изгубила у јутарњој магли и није успела да стигне до зида. У подне 12. децембра тим од само шест јапанских војника прешао је шанац у малом чамцу и успео да се попне на зид код капије Џонгуа на климавим бамбусовим мердевинама и тамо подигне јапанску заставу. Пет њих је убијено из ватреног оружја, али је последњи човек зграбио кинески митраљез и сам задржао положај. Убрзо након тога други јапански тим је запалио ватру испред капије како би направио димну завесу. До 17:00 све више и више јапанских трупа прелазило је јарак и ројило капију Зхонгхуа прелазећи импровизоване мостове тако климаве да су их инжењери морали да држе у висини сопственим телима, и уз помоћ неке добро усмерене јапанске артиљеријске ватре са врха Јухуатаи делови зида су се коначно срушили. У међувремену, западно од капије Зхонгхуа, други војници Јапанске 10. армије су пробили рупу кроз кинеске линије у мочварама јужно од капије Шуикси и покренули насилну акцију на капију уз подршку флоте тенкова.
Назад на капији Гуангхуа, Јапанци су покушали да ослободе своје опкољене другове заробљене унутра, и након два покушаја успели су да се повежу са својим снагама унутра. До завршетка битке, 36. пук је, према сопственој евиденцији, претрпео око 275 погинулих и 546 рањених.
На врхунцу битке Танг Шенгџи се пожалио Чангу да су „наше жртве природно тешке и да се боримо против метала само од меса и крви“, али оно што је Кинезима недостајало у опреми коју су надокнадили чистом жестином са којим су се борили, делимично због строгих наређења да ниједан човек или јединица не сме да се повуче ни корак без дозволе. Током битке, отприлике 1.000 кинеских војника је убијено од стране других припадника њихове сопствене војске због покушаја повлачења, а на Јухуатаи јапански војници су приметили да су многи кинески сандуци били оковани споља како би спречили своје станаре да побегну.
Без обзира на то, Јапанци су добијали предност над тешко притиснутим и опкољеним кинеским браниоцима.Дана 12. децембра, 16. дивизија је заузела други врх Зијиншана, и са ове тачке гледишта покренула је бујицу артиљеријске ватре на Зхонгсхан капију где је велики део зида изненада попустио. Након заласка сунца, пожари који су избили контроли на Зијиншану били су видљиви чак и са капије Зхонгхуа на југу, коју је у ноћи између 12. и 13. децембра у потпуности заузела јапанска 10. армија.
Међутим, без знања Јапанаца, Чанг је већ наредио Тангу да напусти одбрану. Упркос свом ранијем говору о издржавању у Нанђингу до горког краја, Чанг је 11. децембра телеграфисао Тангу наређење да напусти град. Танг се припремио да то учини следећег дана, 12. децембра, али запрепашћен појачаним нападом Јапана, у последњем тренутку је дао махниту покушај да закључи привремени прекид ватре са Јапанцима преко немачких држављана Џона Рабеа и Едуарда Сперлинга.[117] Тек када је постало јасно да се преговори не могу завршити на време, Танг је коначно завршио са израдом плана који позива све његове јединице да покрену координисани пробој из јапанског окружења. Они су требали да започну пробој под окриљем мрака у 23:00 те ноћи, а затим да се окупе у Анхуију. Нешто после 17:00 12. децембра Танг је организовао да овај план буде прослеђен свим јединицама, а затим је прешао реку Јангце, побегавши кроз град Пукоу на супротној обали реке мање од двадесет четири сата пре тога. је заузео јапански одред Кунисаки.
Међутим, у време када је Танг побегао из града, читава гарнизонска снага Нанкинга се брзо распадала са неким јединицама у отвореном повлачењу. Штавише, контакт је већ био изгубљен са многим јединицама које тако никада нису примиле Тангову поруку и тако су наставиле да држе своје положаје према наређењу. Међутим, чак и они који су примили Тангова наређења суочили су се са огромним потешкоћама да прођу кроз јапанске линије.

## Масакр у Нанкингу
Кинески затвореници који су ухапшени масовно су погубљени по кратком поступку у оквиру догађаја који је постао познат као масакр у Нанкингу, о чему су страни становници и новинари у Нанкингу објавили међународној штампи у року од неколико дана након пада града. Масакри су организовани тако да се убије што више људи у кратком временском року, што је обично значило да су редови ненаоружаних затвореника покошени ватром из митраљеза пре него што су докрајчени бајонетима или револверима. У другим многим другим случајевима, затвореницима су одрубљиване главе, коришћене за вежбу бајонета или су биле везане заједно, поливене бензином и запаљене. Рањени кинески војници који су остали у граду убијани су у болничким креветима или су извучени напоље и живи спаљени. Масакри су обично вршени на обалама реке Јангце да би се олакшало масовно одлагање лешева.
Сакупљање и масовна убиства мушких цивила и правих ратних заробљеника еуфемистички су називани „операцијама чишћења“ у јапанским саопштењима, на начин „баш као што су Немци говорили о „обрађивању“ или „руковању“ Јеврејима“. Број погубљених ратних заробљеника је споран, пошто су бројни мушки цивили лажно оптужени да су бивши војници и погубљени по кратком поступку. Међународни војни суд у Токију је, користећи детаљну евиденцију Комитета за зону безбедности, утврдио да је око 20.000 мушких цивила убијено на лажној основи да су били војници, док је још 30.000 правих бивших бораца противправно погубљено, а њихова тела бачена у реку. Друге процене варирају: пуковник Уемура Тошимичи је написао у свом ратном дневнику да је негде између 40.000 и 50.000 кинеских затвореника погубљено, али не прави разлику између војника и мушких цивила. Зхаивеи Сун процењује да је између 36.500 и 40.000 кинеских ратних заробљеника погубљено након заробљавања.
У вези са масовним погубљењима младића, Јапанци су такође починили бројна дела убиства, силовања, мучења, пљачке и паљења током окупације Нанкинга.
Према Међународном војном суду за Далеки исток, укупан број цивила и ратних заробљеника убијених у Нанкингу и његовој околини током првих шест недеља јапанске окупације био је преко 200.000, док је најмање 20.000 жена силовано, укључујући бебе и старије особе. Недавна истраживања процењују да је до 80.000 жена и деце страдало, јер су многе жртве одмах убили јапански војници након силовања. Процене за укупан број жртава масакра у Нанкингу веома варирају, од најмање 40.000 до највише 430.000.

## Последице
Вести о масакру биле су строго цензурисане у Јапану, где је освајање Нанкинга изазвало еуфорију међу грађанима. Масовне прославе сваке врсте, било спонтане или спонзорисане од стране владе, одржавале су се широм земље, укључујући бројне параде лампиона које су посматрачи још увек живо памтили неколико деценија касније. Ф. Тиллман Дурдин је приметио чак и пре пада Нанкинга да су „догађаји на терену обновили веру јапанског народа у непобедивост њиховог оружја.“
У званичном извештају Националистичке владе се тврдило да је вишак необучених и неискусних трупа био главни узрок пораза, али је у то време Танг Шенгџи сносио велики део кривице и каснији историчари су га такође критиковали. Јапански историчар Токуши Касахара је, на пример, окарактерисао своје вођство на бојном пољу као неспособно, тврдећи да је уредно повлачење из Нанкинга можда било могуће да је Танг то извршио 11. децембра или да није побегао са свог положаја много пре већине његове опкољене јединице. Међутим, контроверзна је и сама Чангова одлука да брани Нанкинг. Масахиро Јамамото верује да је Чанг изабрао „скоро потпуно из емоција“ да води битку за коју је знао да може само да изгуби, а колега историчар Фредерик Фу Љу се слаже да се та одлука често сматра једном од „највећих стратешких грешака кинеско-јапанског рата“. Ипак, историчар Џеј Тејлор примећује да је Чанг био убеђен да ће бежање из главног града „без озбиљне борбе... заувек бити сматрано кукавичком одлуком“.
Упркос војним достигнућима, међународна репутација Јапана је оцрњена масакром у Нанкингу, као и низом међународних инцидената који су се десили током и након битке. Најзначајнији међу њима били су гранатирање јапанске артиљерије британског пароброда „Ледиберд” на реци Јангце 12. децембра и потапање америчке топовњаче „Панај” од стране јапанске авијације истог дана. Инцидент Елисон, када је јапански војник ошамарио америчког конзула, додатно је повећао тензије са Сједињеним Државама. Штавише, губитак Нанкинга није приморао Кину да капитулира као што су јапански лидери предвидели. Чак и тако, охрабрена њиховом победом, јапанска влада је заменила благе услове за мир које је пре битке пренела посреднику амбасадору Траутману са изузетно оштрим захтевима које је Кина на крају одбацила.